# Kiriłłowka (rejon chomutowski)
Kiriłłowka (ros. Кирилловка) – wieś (ros. село, trb. sieło) w zachodniej Rosji, w sielsowiecie skoworodniewskim rejonu chomutowskiego w obwodzie kurskim.

## Geografia
Miejscowość położona jest nad rzeką Bierioza, 10 km od centrum administracyjnego sielsowietu skoworodniewskiego (Skoworodniewo), 19,5 km od centrum administracyjnego rejonu (Chomutowka), 96 km od Kurska.

## Historia
Do czasu reformy administracyjnej w roku 2010 wieś Kiriłłowka wchodziła w skład sielsowietu mieńszykowskiego, który w tymże roku został włączony w sielsowiet skoworodniewski.

## Demografia
W 2015 r. miejscowość zamieszkiwało 5 osób.